# طواف روماندي 2010
طواف روماندي 2010 (بالإنجليزية: 2010 Tour de Romandie)‏ هو سباق دراجات هوائية أقيم بتاريخ 27 أبريل–2 مايو، تكون السباق من 5 مراحل وامتدّ لمسافة 654.8 كم. فاز به السلوفيني سيمون سبيلاك وحلّ ثانيا الروسي دينيس مينتشوف بينما حصل على المركز الثالث الأسترالي مايكل روجرز.

## الترتيب
| م                     | الدرّاج        | البلد    | الزمن |
| --------------------- | ------------- | -------- | ----- |
| الفائز بالترتيب العام | سيمون سبيلاك  | سلوفينيا |       |
| الثاني                | دينيس مينتشوف | روسيا    |       |
| الثالث                | مايكل روجرز   | أستراليا |       |
| التسلق                | تيبو بينو     | فرنسا    | -     |
| أفضل شاب              | سيمون سبيلاك  | سلوفينيا | -     |